# Pagani (autómárka)
A Pagani olasz hipersportautógyár, manufaktúra. Alapítója az argentin mester, Horacio Pagani.
A cég székhelye San Cesario sul Panaro, Modena. 1992-ben alapították, de csak később, a 90-es évek végén jelentek meg az első autók.
Számos egyedi vagy limitált Pagani készült, 2 fő tömbben, Zondák és Huayrák.

## Részletes modell-lista
- Zonda
  - C12 6.0 L (5987 cc)
  - C12 S 7.0 L (7010 cc)
  - C12 S 7.3 L (7291 cc)
    - C12 S Roadster
    - C12 S Monza
    - Pagani Zonda GR
- Zonda F
  - Pagani Zonda Roadster F
- Zonda F Clubsport
- Zonda Cinque
- Zonda Tricolore
  - Bespoke:
- 2009 Zonda PS
- 2009 Zonda GJ
- 2010 Zonda Uno
- 2011 Zonda HH
- 2011 Zonda 750
- 2011 Zonda Rak
- 2011 Zonda Absolute
- 2011 Zonda 760RS
- 2012 Zonda 760LH
- 2012 Zonda 764 Passione
- 2013 Zonda Revolucion
- 2014 Zonda Revolucion 5 of 5
- 2015 Zonda 760 X
- Huayra
  - La Monza Lisa
  - BC
  - Roadster
- Utopia

## Fordítás
Ez a szócikk részben vagy egészben  a   Pagani (company) című angol Wikipédia-szócikk ezen változatának fordításán alapul.  Az eredeti cikk szerkesztőit annak laptörténete sorolja fel. Ez a jelzés csupán a megfogalmazás eredetét és a szerzői jogokat jelzi, nem szolgál a cikkben szereplő információk forrásmegjelöléseként.